# Tarnów Mościce
Tarnów Mościce (dawniej Mościce, Świerczków, Tarnów Zachodni) – stacja kolejowa w Tarnowie, w województwie małopolskim, z nieczynnym modernistycznym, zabytkowym budynkiem dworcowym.
Stacja znajduje się w zachodniej części miasta w dzielnicy Mościce. Oddalona jest o 100 metrów od stadionu klubu sportowego Unia Tarnów. W pobliżu znajdują się Zakłady Azotowe w Tarnowie.

## Ruch pasażerski
| Rok  | Wymiana pasażerska na dobę |
| ---- | -------------------------- |
| 2017 | 300-499                    |
| 2022 | 300-499                    |

### Przewoźnicy
Na stacji zatrzymują się pociągi:
| Logo | Przewoźnik                | Trasa                                              |
| ---- | ------------------------- | -------------------------------------------------- |
|      | Koleje Małopolskie (SKA3) | Kraków Główny - Kraków Płaszów - Bochnia - Tarnów  |
|      | Koleje Małopolskie        | Kraków Główny - Tarnów - Nowy Sącz - Krynica Zdrój |
|      | Koleje Małopolskie (SKA3) | Oświęcim - Kraków Główny - Tarnów                  |
|      | Polregio S.A.             | Kraków Główny - Tarnów - Rzeszów Główny            |
|      | Polregio S.A.             | Katowice - Kraków Główny - Tarnów - Dębica         |
|      | Polregio S.A.             | Kraków Główny - Tarnów - Nowy Sącz - Krynica Zdrój |

## Historia

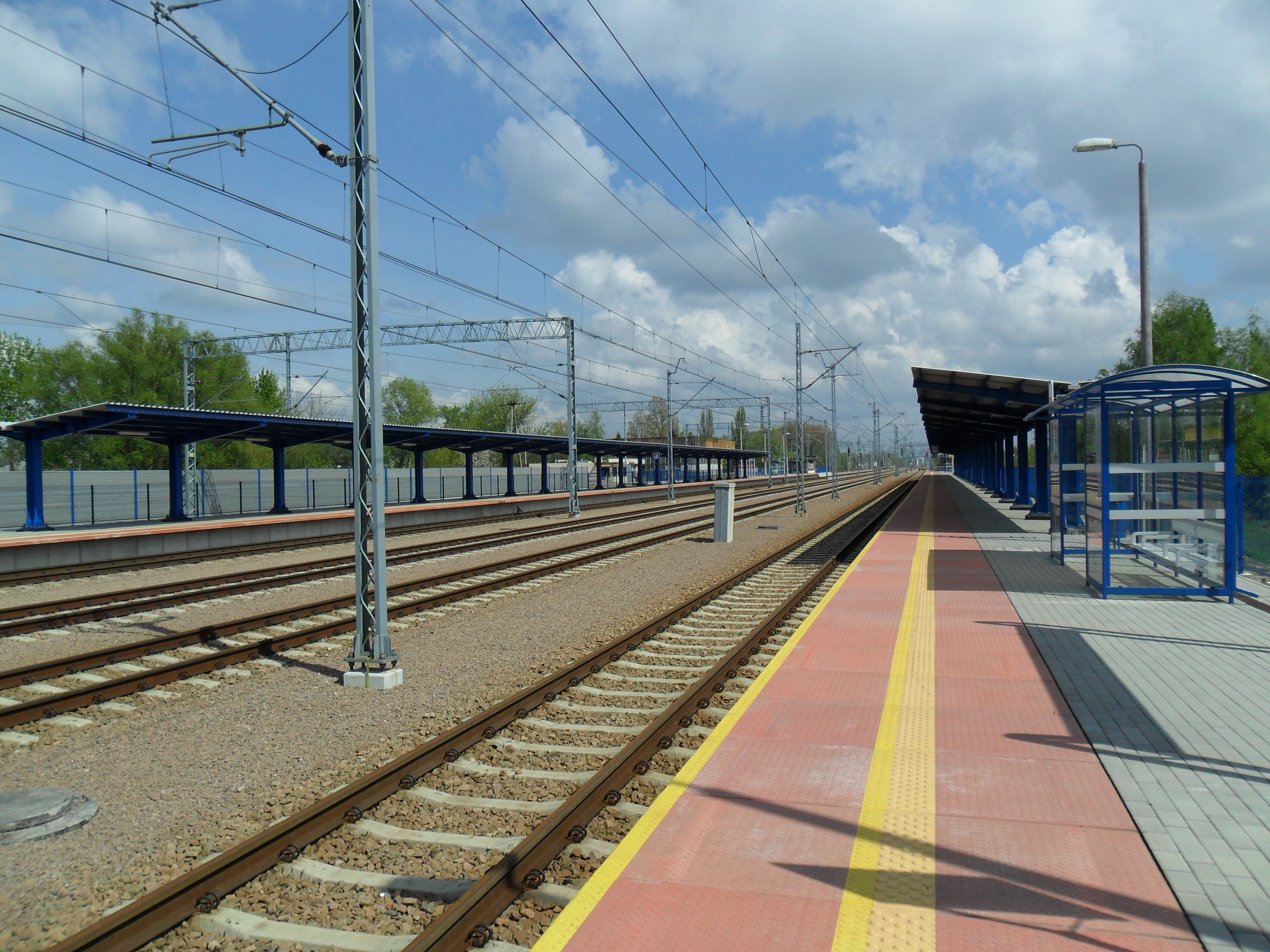
Perony na dworcu kolejowym Tarnów Mościce po modernizacji (widok z zachodu na wschód)

W 1962 zakończono elektryfikację trakcji na odcinku Kraków – Podłęże – Tarnów Zachodni.
Do lat siedemdziesiątych XX wieku pasażerowie PKP mieli do dyspozycji niewielki budynek z pomieszczeniem kasowym i poczekalnią, który w trakcie rozbudowy w 1976 przekształcono w budynek pomocniczy. Zespół architekta Stanisława Wilkosza z Biura Projektów Kolejowych w Krakowie zbudował wówczas nowy, jednoprzestrzenny, dwupoziomowy (z antresolą), całkowicie przeszklony budynek dworca o wielokrotnie większej powierzchni użytkowej (765 m²: parter 537m², antresola 228m²) i kubaturze. Budowę realizowano w latach 1972–1976. Za projekt wnętrz dla późnomodernistycznego dworca odpowiadali Janusz Trzebiatowski i Maria Banaś z krakowskiego oddziału Pracowni Sztuk Plastycznych.
Nad schody prowadzące do powstałego wtedy jednokrawędziowego peronu 1. przedłużono masywne zadaszenie harmonizujące z bryłą budynku, tworząc osłoniętą od opadów powierzchnię dla pasażerów.
Podczas ówczesnej budowy, przy budynku dworca wybudowano pod torami nowe przejście podziemne, a zlikwidowano przejście pierwotne (prowadzące tylko na południe) na wschodnim krańcu dwukrawędziowego peronu.
W XXI wieku, w ramach modernizacji linii kolejowej E30 na odcinku Podłęże – Rzeszów Zachodni (2015) przeprowadzono kolejną przebudowę stacji. Dotychczasowe dwa perony (peron 1. – jednokrawędziowy, peron 2. – dwukrawędziowy) zostały wyburzone. Na ich miejscu wybudowano dwa nowe perony jednokrawędziowe (jedna krawędź w kierunku Krakowa, druga w kierunku Tarnowa/Rzeszowa Głównego/Krynicy-Zdroju). Przejście podziemne zostało przebudowane, zamontowano dwie windy i jedną platformę ruchomą dla osób z wózkami. Tory kolejowe również przebudowano i dostosowano do prędkości 160 km/h. Od 2012 roku budynek dworca kolejowego jest zamknięty dla pasażerów.
W pobliżu dworca artysta plastyk Wilhelm Sasnal pozostawił swoją konstrukcję przestrzenną z kręgów kanalizacyjnych. Dworzec w Tarnowie Mościcach w 2011 był punktem wystawy Tarnów. 1000 lat nowoczesności oraz pojawił się w filmie Anki i Wilhelma Sasnalów Opad.
W 2021 roku budynek dworca oraz jego wystrój (kasetonowy sufit poczekalni, schody wraz z antresolą, siedziska, oświetlenie, posadzkę, kasy biletowe i zegar) wpisano na listę zabytków. Od kilkunastu lat toczą się rozmowy odnośnie remontu tego obiektu – istnieją jednak komplikacje związane ze wspomnianym statusem zabytku, czy samej konieczności rozpoczęcia prac ze strony PKP. Pomimo tego spółka zapewnia, że do czasu podjęcia ostatecznej decyzji, dworzec będzie objęty regularnymi przeglądami technicznymi i zabezpieczany przed dalszą degradacją.